# Úherce u Panenského Týnce
Úherce (deutsch Auhertz) ist eine Gemeinde in Tschechien. Sie liegt 17 Kilometer südöstlich von Louny auf halber Distanz nach Slaný und gehört zum Okres Louny.

## Geographie
Der Ort befindet sich in der Talmulde des Úherecký potok nordöstlich des Waldgebietes Týnecký les. Úherce liegt nördlich der Staatsstraße 7 zwischen Louny und  Slaný.  Im Norden des Dorfes liegt der Sportflugplatz Panenský Týnec.
Nachbarorte sind Telce im Nordosten, Kokovice und Klobuky im Osten, Pacov und Hořešovičky im Süden, Zichovec und Žerotín im Südwesten, Panenský Týnec im Westen sowie Vrbno nad Lesy im Nordwesten.

## Geschichte
Die erste urkundliche Erwähnung von Auřece erfolgte durch Vratislav II., der das Dorf im Jahre 1088 dem Vyšehrad überließ. Im Jahre 1300 gelangte Úherce an das Kloster Mělník, zuvor gehörte das Dorf zu den Besitztümern des Klosters Doksany. 1385 erlangten die Gebrüder Žirotín den Besitz über Ouřece, das sie dem Kloster in Panenský Týnec übereigneten. In Úherce befand sich der Klostergarten und der klösterliche Fischteich.
Úherce bestand 1577 aus 20 Gehöften und bis zum Anfang des 18. Jahrhunderts blieb das so. Nach der Aufhebung der Patrimonialherrschaften wurde Úherce, das auch nach der Säkularisation des Klosters im geistlichen Besitz verblieben war, 1849 zu einer selbstständigen Gemeinde. 1880 lebten in Úherce 311 Menschen. Der Pfarrort war Jungfernteinitz, wo Kinder des Ortes bis 1897 die Pfarrschule besuchten. Im Jahr 1900 hatte Úherce 289 Einwohner, die in 53 Häusern lebten und durchweg der tschechischen Volksgruppe angehörten. Die Bewohner lebten von der Landwirtschaft, neben Obstplantagen dominierte der Anbau von Futter- und Zuckerrüben. 1939 hatte sich die Anzahl der Häuser auf 65 erhöht, im Gegensatz dazu war die Einwohnerzahl mit 288 konstant geblieben.
In der Nähe des Ortes wurden zehn goldene Halsbänder, zwei große vergoldete Silberfibeln und zwei Silberschnallen gefunden. Der Schatz von Auhertz befindet sich teilweise im Nationalmuseum in Prag und im Museum der Stadt Louny.

## Sehenswürdigkeiten
- Kapelle der unbefleckten Empfängnis, errichtet im 18. Jahrhundert
- Nischenkapelle unter den drei Kastanien

## Sonstiges
Der Ort ist nicht zu verwechseln mit dem gleichnamigen Úherce (Auherzen) im früheren Landkreis Mies, im heutigen Bezirk Pilsen-Nord.